# Список пакетов GNU
Это список программного обеспечения, разрабатываемого Free Software Foundation как часть проекта GNU — UNIX-подобной операционной системы, состоящей целиком из свободного программного обеспечения. Большая часть из этих пакетов также используется совместно с ядром Linux, что образует целостную операционную систему.

## Базовая система
| Имя         | Описание                                                                             | Предоставляемые программы | Версия 1 | Дата 1           |
| ----------- | ------------------------------------------------------------------------------------ | --- | -------- | ---------------- |
| Bash        | совместимая с UNIX командная оболочка                                                | bash | 4.2      | 13 февраля 2011  |
| coreutils   | Базовые команды                                                                      | fileutils: chgrp, chown, chmod, cp, dd, df, dir, du, ln, ls, mkdir, mkfifo, mknod, mv, rm и т. д. textutils: cat, cksum, head, tail, md5sum, nl, od, pr, tsort, join, wc, tac, paste и т. д. shellutils: basename, chroot, date, dirname, echo, env, groups, hostname, nice, nohup, printf, sleep и т. д. | 8.18     | 12 августа 2012  |
| cpio        | программа архивации                                                                  | cpio | 2.11     | 10 марта 2010    |
| diffutils   | содержит утилиты для сравнения файлов                                                | diff, cmp, diff3, sdiff | 3.3      | 24 марта 2013    |
| findutils   | содержит утилиты для поиска                                                          | find, locate, xargs, updatedb | 4.4.2    | 6 июня 2009      |
| finger      | информация о пользователе удалённого компьютера                                      | н/д | 1.37     | 28-10-1992       |
| fontutils   | утилиты управления шрифтами                                                          | н/д | 0.7      | 2 апреля 2002    |
| grep        | поиск строк в файлах                                                                 | grep | 2.11     | 2 марта 2012     |
| groff (GNU) | система обработки документов (groff)                                                 | groff | 1.21     | 31 декабря 2010  |
| GRUB 2      | Главный Унифицированный Загрузчик (GRand Unified Bootloader)                         | grub | 2.00     | 28 июня 2012     |
| gzip        | программа сжатия (gzip)                                                              | gzip | 1.5      | 17 июня 2012     |
| hurd 3      | основанная на микроядре группа серверов, которая выполняет функции ядра UNIX         | н/д | L1       | 19 октября 2009  |
| inetutils   | полезные сетевые утилиты                                                             | ftp, telnet, rsh, rlogin, tftp | 1.9      | 31 декабря 2011  |
| plotutils   | полезные утилиты для печати на различных устройствах                                 | graph, libplot, libplotter | 2.5      | 07-05-2006       |
| readline    | полезная библиотека для чтения командных строк                                       | readline | 6.2      | 14 февраля 2011  |
| screen      | консольный мультиплексер                                                             | screen | 4.0.3    | 7 августа 2008   |
| tar         | Архиватор, способный создавать и управлять архивами разных форматов                  | tar | 1.26     | 13 марта 2011    |
| texinfo     | документационная система для производства онлайновых и пригодных для печати мануалов | н/д | 4.13a    | 22 сентября 2008 |
| time        | программа для определения времени выполнения определенной консольной команды         | time | 1.7      | 11-7-1996        |

## Разработка
1. GNU build system — содержит autoconf и automake.
2. Gnulib — портативная библиотека, предназначенная для использования с системами, построенными на GNU.
3. GNU Binutils — содержит GNU ассемблер (as), GNU компоновщик (ld) и несколько других утилит для работы с бинарными файлами.
4. GNU make — программа Make для GNU.
5. GNU Compiler Collection — оптимизирующий компилятор для многих языков программирования, включающих C, C++, Fortran, Ada, и Java.
6. GNU Debugger — расширенный отладчик (gdb).
7. GNU C Library (glibc) — POSIX совместимая библиотека C.
8. GNU pth — программное обеспечение для POSIX-совместимых операционных систем.
9. GNU libtool — обеспечивает поддержку "shared object".
10. GNU libmicrohttpd — встраиваемый HTTP-сервер.
11. GNU m4 — макропроцессор.
12. GNU Gettext — библиотека, обеспечивающая интернационализацию.
13. GNU Lightning — компилятор, генерирующий машинный код в реальном времени.
14. DotGNU — замена для Microsoft .NET.
15. GNU Classpath — библиотеки для Java.
16. GNU bison — Компилятор компиляторов, предназначенный для замены yacc.
17. GNU Guile — встраиваемый интерпретатор Scheme.
18. BFD — объектная файловая библиотека.
19. GNU MDK — инструменты разработчика для MIX.
20. GNU indent — программа, выделяющая исходный код на C и C++.
21. GNU FriBidi — библиотека, инплементирующая юникодовый Двунаправленный алгоритм.
22. MIT/GNU Scheme — интерпретатор, компилятор и библиотека для Scheme, разработанная в Massachusetts Institute of Technology.
23. SmartEiffel — компилятор Eiffel.
24. GNU Smalltalk — реализация ANSI Smalltalk-98 (интерпретатор и библиотека классов).
25. CLISP — реализация ANSI Common Lisp (компилятор, отладчик и интерпретатор).
26. GNU Common Lisp — реализация Common Lisp.
27. Gawk — GNU-реализация awk.

## Графическая среда
1. Dia — векторная графическая программа для создания диаграмм.
2. GIMP — GNU Image Manipulation Program (программа обработки изображений) — графический редактор, который заменяет Photoshop.
3. GTK+ — набор инструментов GIMP, содержащий набор библиотек GTK+, GDK и GLib (используется в GIMP и GNOME).
4. GNOME — сетевая объектная модель окружения GNU, официальный рабочий стол GNU.
5. GNUstep — реализация OpenStep библиотек и инструментов разработчика для графических приложений.

## Приложения и утилиты
1. Bazaar — распределённая система управления версиями
2. GNU arch — распределённая система управления версиями
3. Gnash — проигрыватель и плагин для браузера для файлов Adobe Flash
4. GNU Alexandria — пакет системы GNU, использующий GNU Bayonne для обеспечения доступа слепых к электронному контенту и услугам по телефонной сети общего пользования
5. GNU Anubis — процессор исходящей почты, представляющий собой среднее между MUA (mail user agent) и MTA (mail transfer agent)
6. GNU Aspell — программа проверки орфографии, предназначенная для замены Ispell
7. GNU Accounting Utils — набор утилит, предоставляющий статистику по пользователям и процессам (last, ac, accton, lastcomm, sa, dump-utmp, dump-acct)
8. GnuCash — приложение финансового учёта GNU
9. GNU Emacs — редактор Emacs для ОС GNU
10. GNUmed — программное обеспечение для медицинской практики
11. Gnumeric — табличный процессор GNU
12. GNU libextractor — библиотеки и инструменты для экстракции метаданных
13. GNU Mailman — программа для управления почтовыми рассылками
14. GNU Parted — программа для управления разделами жестких дисков
15. pexec — параллельное выполнение консольных команд (на одном машине, или же на нескольких за счет использования SSH)
16. GNU Privacy Guard — заменитель шифрователя PGP
17. GNU wget — расширенный поиск файлов из сетей и Интернета
18. GNUnet — децентрализованная коммуникационная сеть P2P, предназначенная быть устойчивой к цензуре
19. GNU Robots — игра для программистов
20. GnuTLS — протокол, заменяющий TLS
21. GNU Typist — универсальный многоязычный клавиатурный тренажер
22. Gnuzilla — Internet suite
23. GNU Ferret — разработчик баз данных
24. Ocrad — оптический распознаватель символов GNU

## Научное ПО
1. GNU Octave — программа для численных вычислений, подобная MATLAB
2. GSL — научная библиотека GNU
3. GMP — библиотека программирования численных расчётов длинной арифметики
4. PSPP — статистическая программа, предназначенная быть альтернативой SPSS
5. GNU R — язык программирования и программное окружение для статистических вычислений и графиков

## Игровые
1. GNU Backgammon — игра "короткие нарды"
2. GNU Chess — шахматы
3. GNU Go — игра "Го"
4. Gnu Jump — игра, цель которой — забраться на башню прыганием по платформам

## Другие

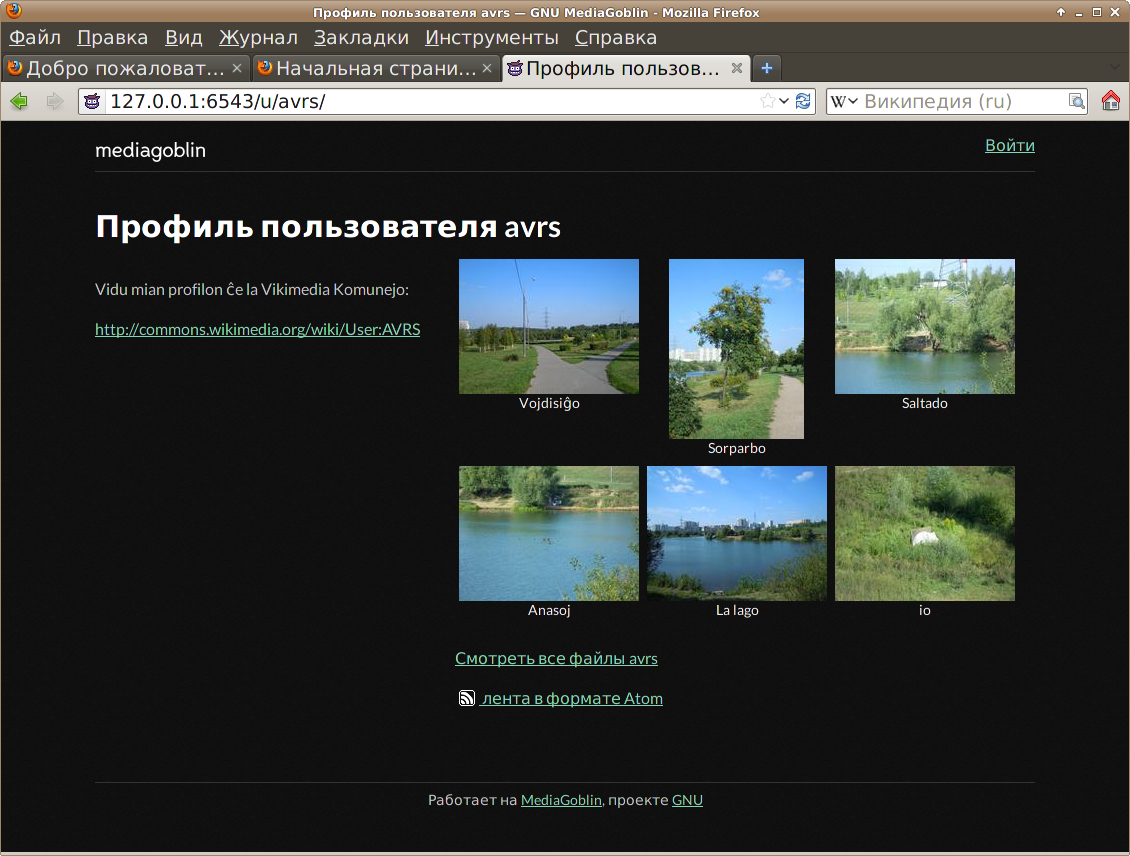
Страница сайта на основе GNU MediaGoblin версии 0.2.0

1. GNU Miscfiles — различные файлы данных, включающие стандартные коды аэропортов, стран и языков
2. GnowSys — ядро для семантических вычислений (распределённая агентно-ориентированная база знаний)
3. GnuCap — программа схемотехнического моделирования
4. Gnu Panorama — 3D-фреймворк для трассировки лучей
5. Gnu Sovix — основанная на PHP система проверки веб-сайтов
6. Gnu Maverik — микроядро виртуальной реальности
7. 3DLDF — графический пакет
8. GNU MediaGoblin — программа для хостинга медиафайлов